# پتاسیم پروپانوآت
پتاسیم پروپانوآت (به انگلیسی: Potassium propanoate) با فرمول شیمیایی C۳H۵KO۲ یک ترکیب شیمیایی است. شکل ظاهری این ترکیب، بلور بی‌رنگ است.